# Abraham Portaleone
Abraham ben David Portaleone (geboren 18. März 1542 in Mantua; gestorben 29. Juli 1612 ebenda) war ein italienisch-jüdischer Arzt und Schriftsteller.

## Leben
Abraham Portaleone entstammte einer bedeutenden jüdischen Familie aus Mantua, die bereits eine Reihe von Ärzten stellte. Er studierte Medizin an der Universität Pavia und schloss sein Studium erfolgreich mit einer Promotion ab. 1563 erhielt er die Approbation. Bereits zehn Jahre später war er Leibarzt in Diensten der Herzöge von Mantua. Papst Gregor XIV. bestätigte einen Erlass des Herzogs Guglielmo Gonzaga und erteilte Portaleone einen Dispens, damit er christliche Patienten behandeln dürfe.
Neben zwei medizinischen Traktaten in lateinischer Sprache verfasste er die Schilte ha-Gibborim (dt. Die Heldenschilde), ein enzyklopädisches Werk in hebräischer Sprache, das vordergründig eine Beschreibung des Salomonischen Tempels ist, darin eingeflochten jedoch allerlei profane Betrachtungen über Medizin, Alchemie, Kriegskunst u. a. bietet.
Seit dem Jahr 1605 litt Portaleone an einer halbseitigen Lähmung, was er als eine Strafe Gottes ansah, woraufhin er sich einem frommeren Leben zuwenden wollte. Im Alter von ca. 70 Jahren starb Portaleone am 29. Juli 1612 in Mantua.

## Werke
- Gianfranco Miletto (Hrsg.): Die Heldenschilde des Abraham ben David Portaleone (= Judentum und Umwelt; 74). Lang, Frankfurt/M. 2003, ISBN 3-631-38890-X.